# ルイガノ

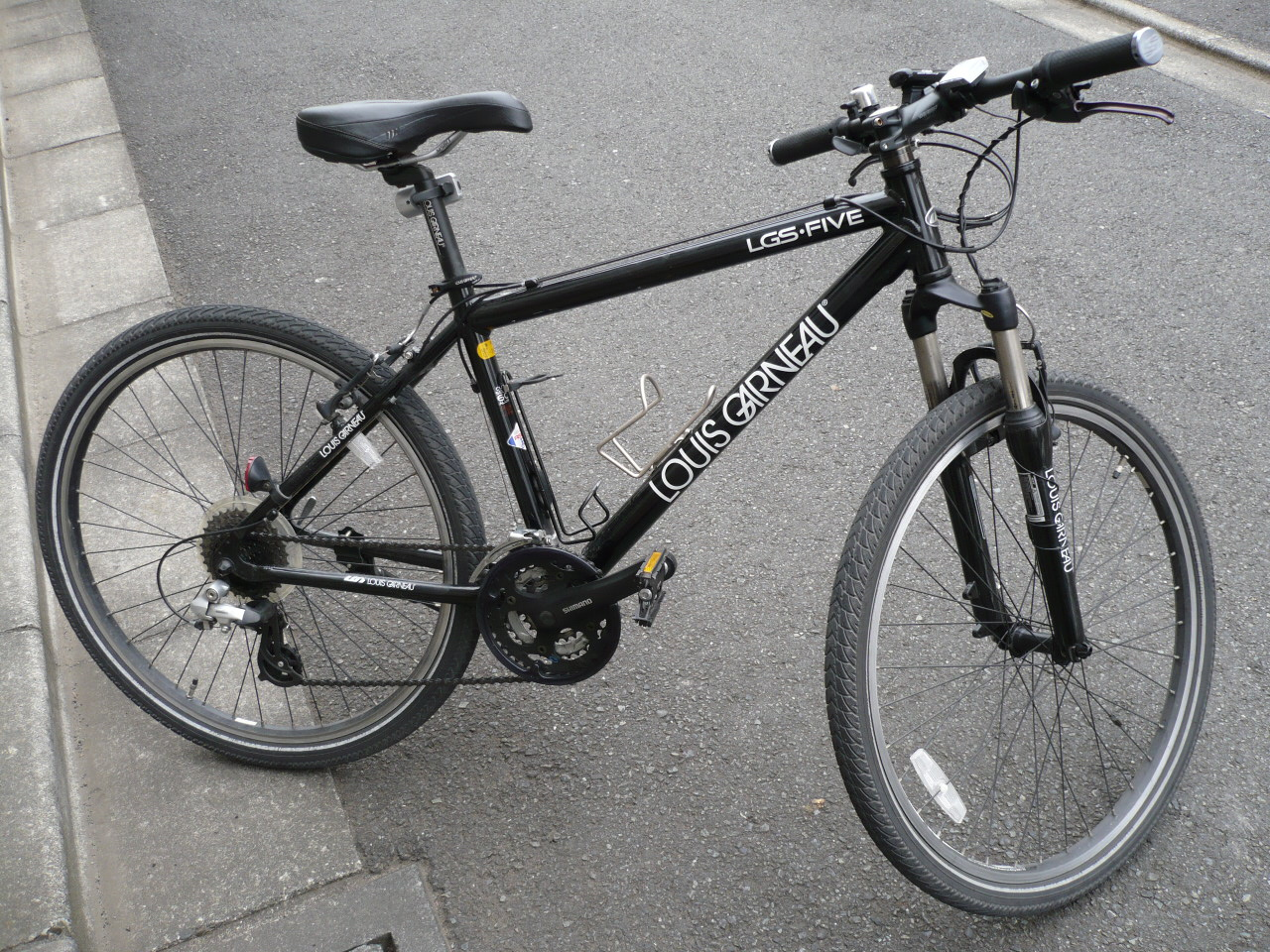
LGS-FIVE

ルイガノ (Louis Garneau) は、カナダに拠点を置くスポーツ用品メーカーである。特に自転車用品の品揃えが充実していることで知られる。また、自社ブランドのスポーツ自転車も販売している。創業者であるルイ・ガノーは、カナダ勲章やケベック勲章などを授与されている著名人でもある。

## 概要

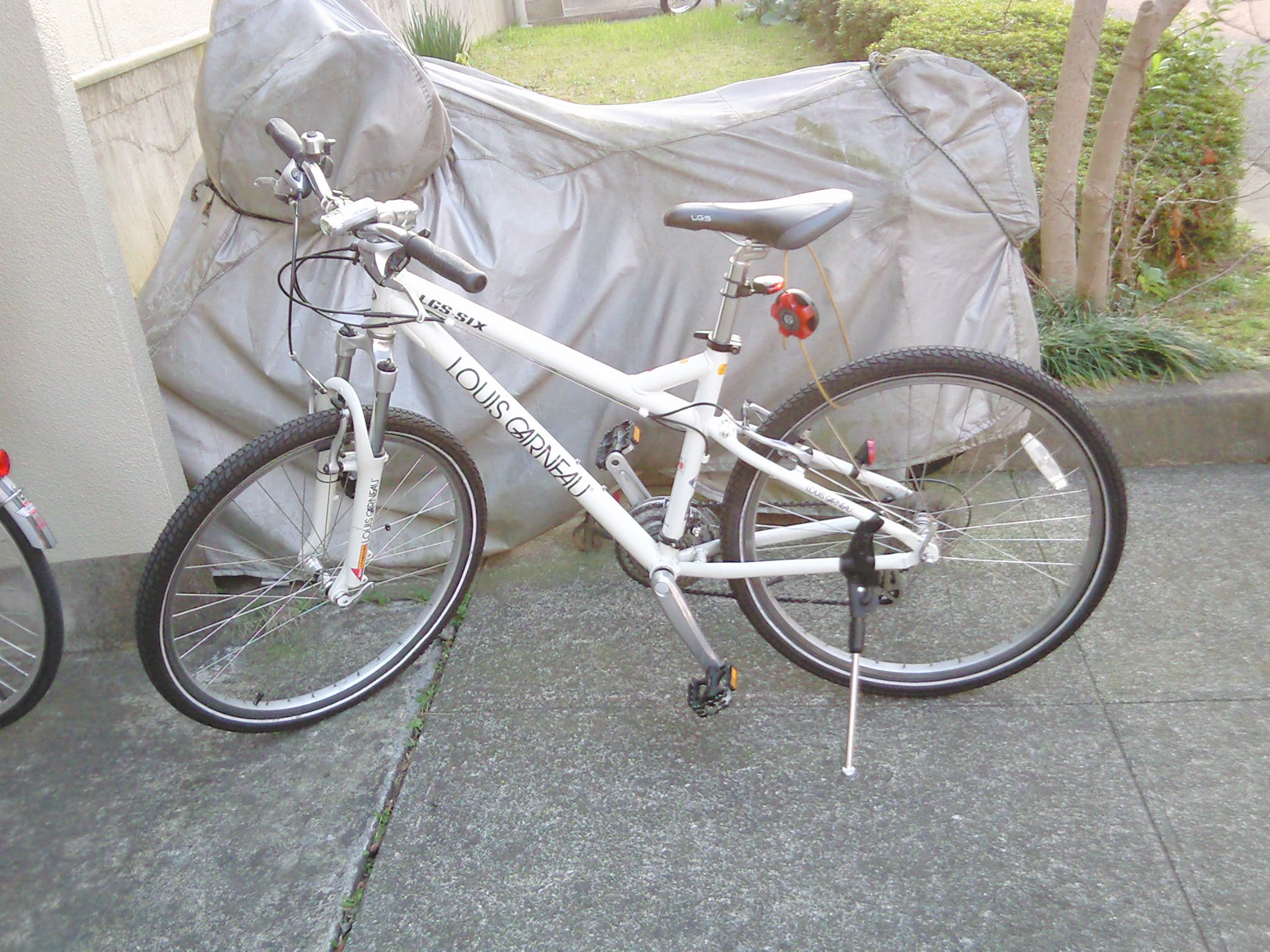
LGS-SIX

創業者であり現在の経営者でもあるルイ・ガノーは元々は自転車のトラック競技選手であり、かつて個人パシュートでカナダ王者に輝いたこともある一流の競技者であった。ガノーは1983年秋、父親の家のガレージでサイクルウェア製造販売を開始。翌年ガノーはロサンゼルス五輪に出場するが、それを機に14年間に渡った競技生活を終えて会社経営に専念する。
自転車競技用ウェア類から商品展開を開始し、1989年には将来有望な市場と思われた自転車用ヘルメットに進出。北米市場で大きな成功を収める。その後、同社はアルペンスキー競技用のヘルメットの製造も開始している。
現在、同社は本社および6つの工場と400人以上の従業員を擁している。

## 日本におけるルイガノ
日本では株式会社あさひ（サイクルベースあさひ）がルイガノ社より商標使用許可を得ている。日本で販売されているルイガノの自転車は、有限会社アキコーポレーションが日本国内向けにプロダクトデザインを行ったものであったが、2017年7月にサイクルベースあさひとして店舗を展開している株式会社あさひが日本での総販売代理店を有限会社アキコーポレーションから取得し、2018年モデルより販売を開始した。
公式サイトなどでは、カジュアル（街乗り）向きなLOUIS GARNEAU（ルイガノ）と、スポーツ（競技）向きなGARNEAU（ガノー）の二つのブランドで商品展開されているが、カテゴリを区分しているのはあさひであり、ルイガノではない。GARNEAUモデルにも競技向けではないものもあるため、販売戦略上の大まかなモデルの区分けでしかないと考えられる。
LOUIS GARNEAUはあさひのルイガノライセンス製品であり、GARNEAUはルイガノ本社の輸入販売製品である。後者のハイエンドのカーボンフレームは日本代理店ではなくカナダの本社で開発した物で、台湾メーカーであるTRIGONが製造している。また、これを用いた完成車がコンチネンタルチームであるGarneauQuebecorと、片山右京が率いるTeamUKYOに提供され、UCIカテゴリの世界のレースに参戦していた。